# Gyárfás Jenő
Gyárfás Jenő (Sepsiszentgyörgy, 1857. április 6. – Sepsiszentgyörgy, 1925. december 3.) magyar író, festő és grafikus

## Életpályája
Pesten tanult a Mintarajziskolában 1873–1877-ig, mestere Székely Bertalan történeti festő  volt. Rajz- és festői tanulmányait Münchenben folytatta 1877-1880 között, ottani jeles mesterei Wagner Sándor, Dietz és Gabriel von Max. Hamar kitűnt az arcképfestészetben, még 1880-ban megfestette Münchenben Karlovszky Bertalan fiatal festőművész portréját, amely remekbe sikerült. Életképeivel Münchenben, Pesten és Bécsben is sikere volt, de vevőre vagy mecénásra nem talált. Megélhetését úgy tudta biztosítani, hogy pesti képes folyóiratok számára készített illusztrációkat.
1882-ben állami ösztöndíjjal eljutott egy rövid itáliai tanulmányútra, de ezután rajztanári állást vállalt szülőhelyén, Sepsiszentgyörgyön, s ezzel a lépésével mintegy kikerült a fővárosi művészeti élet vérkeringéséből. Vállalt arcképfestést, könyvillusztrálást, s történeti képeket festett, az 1896-os millenniumi kiállításra V. László király esküje című festményével készült. Írt ódákat, drámákat, románcokat, balladákat, mindezeket maga illusztrálta. Kivette részét az Osztrák–Magyar Monarchia Írásban és Képben című monumentális kiadvány illusztrálásában, továbbá számos díszoklevelet tervezett és festett a különböző ünnepi alkalmakra. Igen foglalkoztatott festő és grafikus volt Erdélyben. Idősebb korában szembetegség és családi gondok nehezítették életét.

## Művészete
Az akadémikus és történeti festők sorába tartozik, de több is annál, portréin kitűnik jellemábrázoló képessége, tusrajzain finom vonalvezetés, oldottabb festőiség jellemzi, például Jairus lányának feltámasztása c. képén. Nagy festői tehetségről és iskolázottságról számot adó portréi, valamint bibliai, irodalmi, történelmi ihletésű képei és életképei vannak. Fő műve, legszebb alkotása a Tetemrehívás 1883-as végső változata, Arany János azonos című balladájának zárójelenete. Gyárfás e művét Pesten kezdte el festeni, s Erdélyben fejezte be, de hálából az állami ösztöndíjakért, a Magyar Nemzeti Múzeumnak ajándékozta, onnan került aztán a múzeumok szakosodása révén a Magyar Nemzeti Galériába.
Történelmi képei szolgálták a nemzeti tudat ébrentartását (pl. II. Rákóczi Ferenc, Gábor Áron halála a kökösi csatában, Kossuth Lajos), más képei a dualizmus rendszerével való megbékélésre (pl. I. Ferenc József császár, Erzsébet királyné, Deák Ferenc) késztettek. Alkotói tehetségét azoknak adta vissza, akiktől ő származott. Műveit a sepsiszentgyörgyi Székely Nemzeti Múzeum Gyárfás Jenő Képtára és a Magyar Nemzeti Galéria őrzi.

## Művei

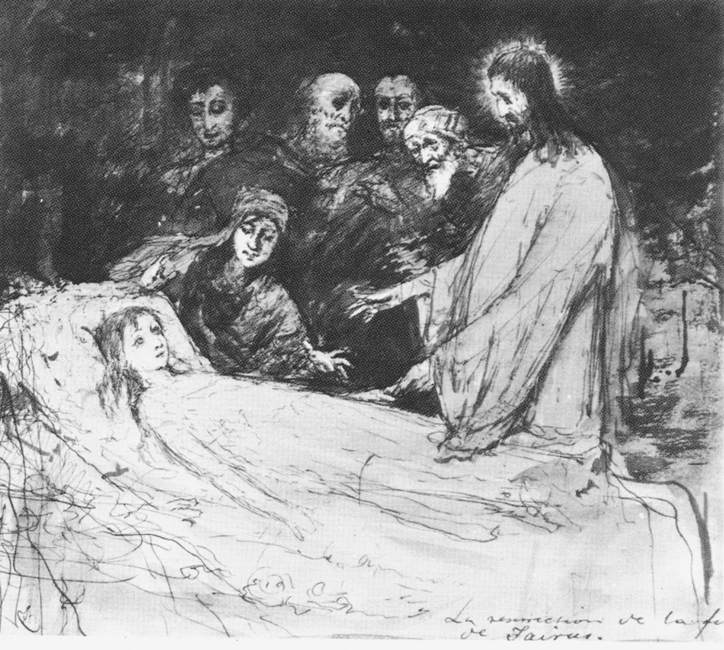
Jairus lányának feltámasztása

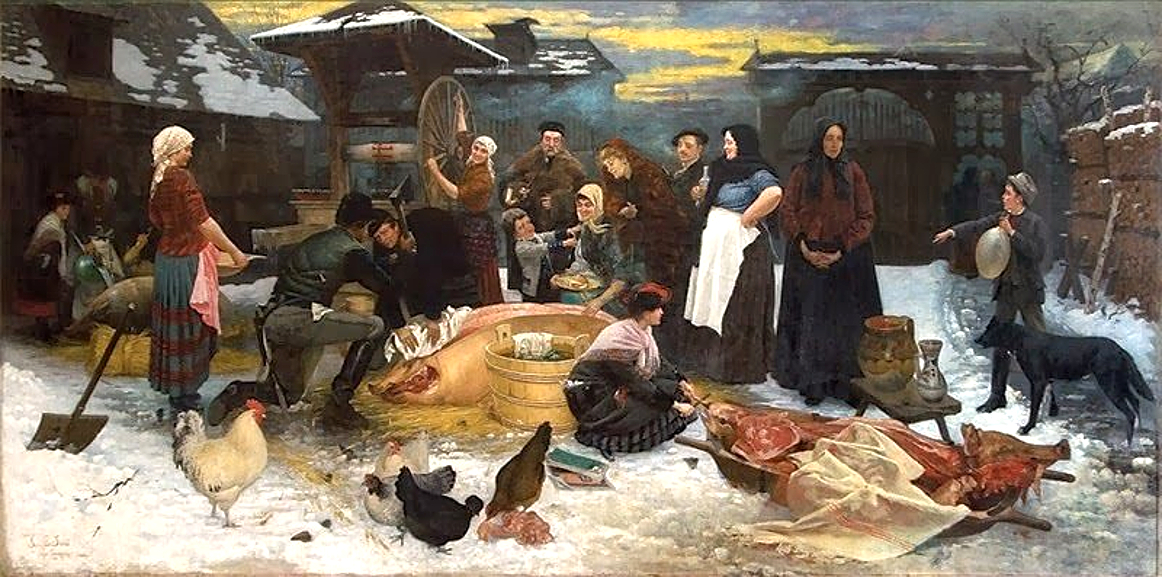
A tél öröme

- 1875 Férfiakt (papír, ceruza, fedőfehér, 620 x 440 mm)[1]
- 1875 Női fejtanulmány (papír, kréta, fedőfehér, 565 x 435 mm)[2]
- 1879 Tréfás fenyegetés c. festmény (olaj, vászon; életkép)
- 1879 Munka után jó a nyugalom c. festmény (olaj, vászon; életkép)
- 1879 Tetemrehívás : vázlat (olaj, vászon, 109 x 158,5 cm; MNG)
- (1880 körül) Jairus lányának feltámasztása (papír, tus, toll, lavírozás, 210 x 223 mm; MNG)
- 1880-as évek Az ember tragédiája : római szín (lavírozott tus, toll, 12 x 18,4 cm; MNG)
- 1883 Tetemrehívás (olaj, vászon, 192,5 x 283,5 cm; MNG)
- 1883 Tél öröme c. festmény (életkép)
- 1884 Az első bál c. festmény
- 1886 Disznóölés c. festmény (életkép)
- 1887 Fiatalság és öregség (olaj, vászon, 48,5 x 53,3 cm; MNG) (portré- és életkép)

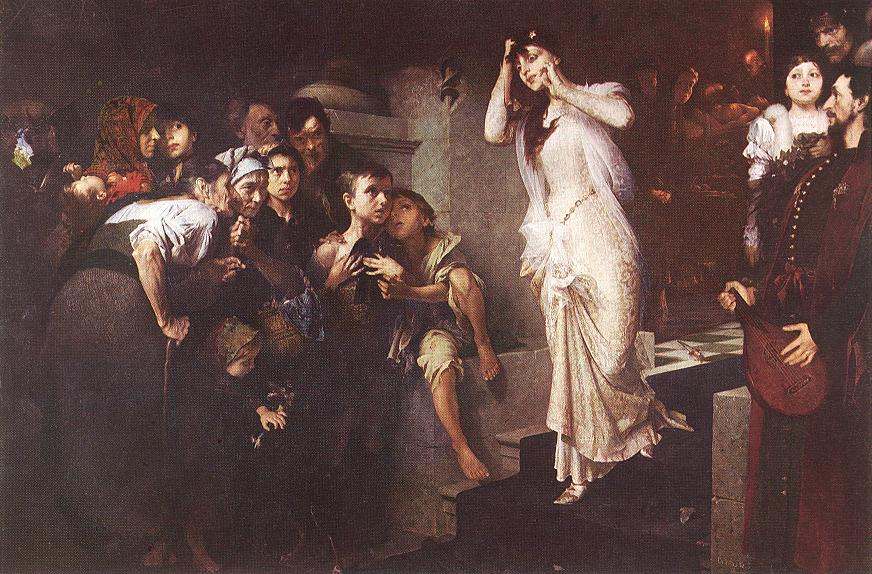
Tetemrehívás

- 1896 V. László király esküje c. történelmi festmény
- 1899 Szent László c. festmény
- (1899 körül) Gábor Áron halála a kökösi csatában c. festmény
- (Év nélkül) Kossuth Lajos portréja[3]
- (Év nélkül) Ferenc József császár és magyar király portréja[4]
- (Év nélkül) Erzsébet királyné portréja[5]
- (Év nélkül) II. Rákóczi Ferenc portréja, (a brassói Magyar Kaszinónak festette)
- (Év nélkül) Deák Ferenc portréja, (a brassói Magyar Kaszinónak)
- (Év nélkül) Bánffy Dezső gróf arcképe[6]
- (Év nélkül) Több Bethlen gróf arckép[7]
- 1922 Málik Józsefné arcképe
- 1925 Öreg férfi félaktja c. festmény